# Берналілло (Нью-Мексико)
Берналілло (англ. Bernalillo) — місто (англ. town) в США, в окрузі Сандовал штату Нью-Мексико. Населення — 8977 осіб (2020).

## Географія
Берналілло розташоване за координатами 35°18′45″ пн. ш. 106°33′15″ зх. д. / 35.31250° пн. ш. 106.55417° зх. д. (35.312397, -106.554035).  За даними Бюро перепису населення США в 2010 році місто мало площу 12,80 км², з яких 12,37 км² — суходіл та 0,43 км² — водойми.

## Демографія
Згідно з переписом 2010 року, у місті мешкало 8320 осіб у 2952 домогосподарствах у складі 2080 родин. Густота населення становила 650 осіб/км².  Було 3207 помешкань (251/км²).
Расовий склад населення:
| - 63,2 % — білих - 5,3 % — корінних американців - 0,9 % — чорних або афроамериканців - 0,5 % — азіатів - 0,1 % — вихідців з тихоокеанських островів - 27,9 % — осіб інших рас |

До двох чи більше рас належало 2,2 %. Частка іспаномовних становила 69,8 % від усіх жителів.
За віковим діапазоном населення розподілялося таким чином: 24,2 % — особи молодші 18 років, 62,4 % — особи у віці 18—64 років, 13,4 % — особи у віці 65 років та старші. Медіана віку мешканця становила 38,8 року. На 100 осіб жіночої статі у місті припадало 102,0 чоловіків;  на 100 жінок у віці від 18 років та старших — 100,7 чоловіків також старших 18 років.
Середній дохід на одне домашнє господарство  становив 58 400 доларів США (медіана — 42 775), а середній дохід на одну сім'ю — 66 844 долари (медіана — 49 342). Медіана доходів становила 32 148 доларів для чоловіків та 31 617 доларів для жінок. За межею бідності перебувало 18,9 % осіб, у тому числі 29,0 % дітей у віці до 18 років та 10,2 % осіб у віці 65 років та старших.
Цивільне працевлаштоване населення становило 3293 особи. Основні галузі зайнятості: освіта, охорона здоров'я та соціальна допомога — 21,2 %, будівництво — 13,6 %, роздрібна торгівля — 12,1 %.